# پیترو لورنزتی

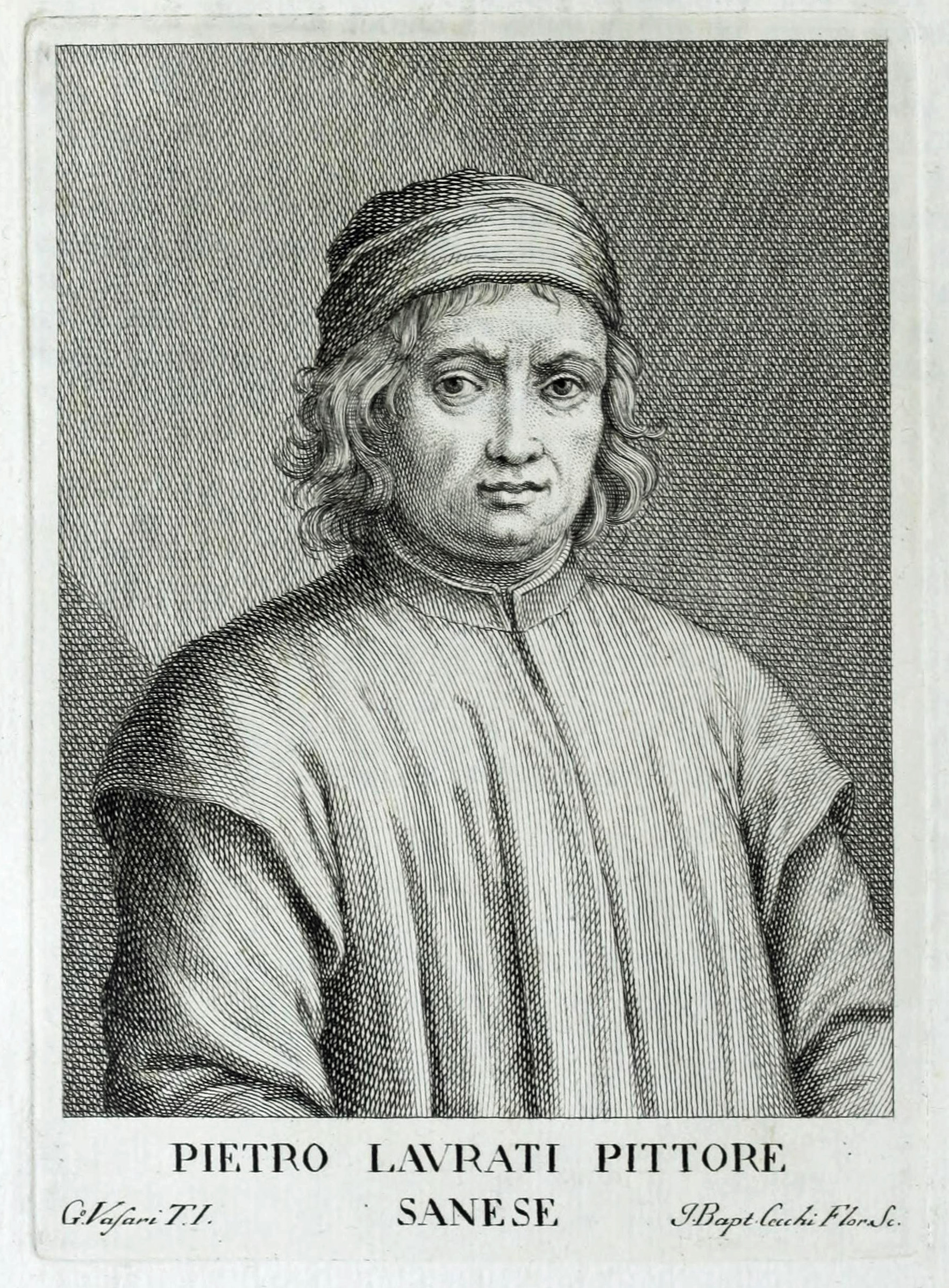
نگاره‌ای فرضی از پیترو لورنزتی، نقاش ایتالیایی

پیترو لورنزتی (انگلیسی: Pietro Lorenzetti; ۱ ژانویهٔ ۱۲۸۰ – ۱ ژانویهٔ ۱۳۴۸) یک نقاش اهل ایتالیا بود. او در طی سال‌های ۱۳۰۶ تا ۱۳۴۵ به فعالیت می‌پرداخت. وی به همراه برادر جوانتر خود، آمبروگینو لورنزتی هنر رئالیسم را به مدرسه هنر معرفی کرد. او از پیروان سبک هنرمند ایتالیایی دوچو بود.
همچنین بیشتر به خاطر خلق نقاشی «ورود مسیح به اورشلیم»، در اروپا به‌شهرت رسیده‌است.